# Dana Čechová
Dana Čechová (rozená Hadačová, * 3. září 1983 Hodonín) je česká stolní tenistka, olympionička a seniorská mistryně České republiky ve dvouhře z roku 2008 a ve čtyřhře pro rok 2010. V sezóně 2012 nastupovala sedmým rokem za německý bundesligový klub TTG Bingen/Münster-Sarmsheim.

## Sportovní kariéra
V roce 1996 se stala poprvé republikovou šampiónkou v kategorii mladších žákyň. V juniorské kategorii vyhrála v roce 2000 turnaj ve Slovinsku a dvakrát si zahrála událost pro dvanáct nejlepších juniorek TOP 12.
V seniorské kategorii se účastnila Letních olympijských her 2008 v Pekingu, na kterých se probojovala do třetího kola. Tam nestačila na maďarskou hráčku Potaovou. Na Letních olympijských hrách 2012 v Londýně v 1. kole dvouhry nestačila na Australanku čínského původu Miao Miao poměrem 2:4 na sety.
Na mistrovství České republiky získala singlový titul v roce 2008 a následující rok 2009 prohrála ve finále. V roce 2010 na republikovém mistrovství zvítězila v soutěži ženské čtyřhry. Byla také členkou českého bronzového týmu na Mistrovství Evropy 2009.
V sezóně 2012 hrála s raketou Butterfly Korbel SK7. Bydlí v blízkosti západočeské metropole Plzně.
V září 2012 se vdala za stolního tenistu Romana Čecha, se kterým má dceru Gabrielu Čechovou.

## Přehled klubů
- do 1999: SKST ČSAD Hodonín
- 1999–2001: STK Vlašim
- 2002–2003: TJ Ferrum Frýdlant nad Ostravicí
- 2003–2004: START Horní Suchá
- 2004–2007: Homberger TS (Německo)
- 2007–   : TTG Bingen/Münster-Sarmsheim (Německo), dříve jako BFV Hassia Bingen
- 2017-2021 MSK Gumotex Břeclav ZFP GROUP